# Polopřímka
Polopřímka je část přímky, která vznikne rozdělením přímky jedním jejím bodem.

## Značení
Bod, který rozdělil přímku, se nazývá počáteční bod polopřímky. Pro určení polopřímky se na polopřímce volí další bod různý od počátečního bodu, tento bod se nazývá pomocný bod.
Polopřímka se znázorňuje rovnou čarou jdoucí od počátečního bodu přes pomocný bod dále, zapisuje se pomocí počátečního a pomocného bodu, např. {\displaystyle {\overrightarrow {AB}}}.
Opačná polopřímka k dané polopřímce je polopřímka, která leží na stejné přímce, má s danou polopřímkou stejný počáteční bod, ale opačný směr. Pro rozlišení směru se také používá šipka směřující opačným směrem, tzn. {\displaystyle {\overrightarrow {AC}}} je opačná polopřímka k {\displaystyle {\overrightarrow {AB}}}.

## Vlastnosti
Sjednocením polopřímky a k ní opačné polopřímky vznikne přímka.

Úsečka jako průsečík polopřímek.

Máme-li na přímce dva body {\displaystyle A,B}, pak průnikem polopřímek {\displaystyle {\overrightarrow {AB}}} a {\displaystyle {\overrightarrow {BA}}} je úsečka {\displaystyle AB}.